# Demetriada
Demetriada (starogrško Δημητριάς, latinizirano: Dimitriás) je bilo grško mesto v antični Tesaliji v sedanji Prefekturi Magnezija v vzhodni osrednji Grčiji. Stalo je na vrhu Pagasejskega zaliva blizu sedanjega mesta Volos.

## Zgodovina
Demetriado je leta 294 pr. n. št. ustanovil Demetrij I. Makedonski in tja preselil prebivalce Nelije, Pagase, Ormenija, Riza, Sepiasa, Olizona, Bebe in Jolkosa. Vsa ta mesta so bila kasneje vključena v Demetrijevo domeno. Kmalu je postala pomembno mesto in priljubljena rezidenca makedonskih kraljev. Imela je ugodno lego za obvladovanje notranjosti Tesalije, pa tudi bližnjih morij. Njena lega je bila tako pomembna, da jo  je Filip V. Makedonski štel za enega od treh okovov Grčije. Druga dva sta bila Halkida in Korint.
Leta 196 pr. n. št. so Rimljani po zmagi nad Filipom V. v bitki pri Kinoskefalah leto pred tem zavzeli Demetrijo in v mestu namestili vojaško posadko. Štiri leta kasneje je mesto v nepričakovanem napadu osvojila Etolska zveza. Etolci so se v rimsko-selevkidski vojni povezali z Antiohom III. iz Selevkidskega cesarstva. Vojna se je končala z Antiohovim porazom. Po Antiohovi vrnitvi v Azijo leta 191 pr. n. št. se je Demetrija predala Filipu V., kateremu so Rimljani dovolili, da obdrži mesto v svoji posesti. Mesto je ostalo v posesti makedonskih kraljev do strmoglavljenja makedonske monarhije v bitki pri Pidni leta 169 pr. n. št.
V rimskih časih je Demetriada izgubila svoj prejšnji pomen, vendar je ostala glavno mesto Magnezijske zveze. V krščanskem obdobju je bilo v mestu zgrajenih več stavb, med njimi dve cerkvi, ena v severnem pristanišču, imenovana Bazilika Damokratije, in druga južno od mesta in zunaj obzidja, znana kot Pokopališka bazilika. Pod rimskim cesarjem Konstantinom Velikim (vladal 306–337) je Demetriada postala škofovski sedež in je še vedno naslovni sedež Katoliške cerkve.
Po Prokopiju (De Aedificiis, 4.3.5) je Demetriado ponovno zgradil Justinijan I. (vladal 527–565). Drugi dokazi kažejo, da se je mestno življenje morda končalo že na začetku 6. stoletja. Demetriado omenja Hieroklej v 6. stoletju. Na območju mesta se je v 7./8. stoletju naselilo slovansko pleme Belegeziti. Leta 901/902 so mesto napadli in oplenili Saraceni, med uporom Petra Deliana leta 1040 pa uporniki.
Po četrti križarski vojni je bilo mesto podeljeno izgnani bizantinski cesarici Evfrozini Dukaini Kamateri, po njeni smrti leta 1210 pa Margareti Ogrski, vdovi solunskega kralja Bonifacija Montferraškega. Okoli leta 1240 je mesto prišlo pod oblast Manuela Komnena Dukasa, vendar je v njem de facto vladala veja družine Melisenov. V 1270. letih so Bizantinci v bitki pri Demetriji dosegli pomembno zmago proti Benečanom in lombardskim baronom z Evbeje.  
Leta 1310 je mesto oplenila Katalonska družba in ga obdržala vsaj do leta 1381. Mesto so že leta 1333 začeli zapuščati in se seliti v sosednji Volos. Leta 1393 je mesto zasedlo Osmansko cesarstvo.

## Arheologija
Arheološko najdišče Demetrija je v kraju Aivaliotika (Αϊβαλιώτικα) v občini Volos.
Najdišče, ki se nahaja približno 3 km južno od Volosa, je bilo izkopano konec  19. stoletja. Ohranjeni so ostanki obzidja, dolgega približno 11 km, in akropole, ki je bila na najvišji točki mesta. Odkriti so bili tudi gledališče, tempelj nad gledališčem, akvadukt, sveta agora s templjem in upravnim središčem mesta in kraljeva palača vzhodno od mesta na vrhu hriba, ki je bil naseljen do sredine 2. stoletja pr. n. št. Kasneje so ga Rimljani uporabljali kot pokopališče.